# میدان هوایی مارتین
میدان هوایی مارتین (به انگلیسی: Martin Field (Washington)) یک فرودگاه همگانی بهره‌برداری هوایی است که یک باند فرود آسفالت دارد و طول باند آن ۱۱۶۴ متر است. این فرودگاه در شهر کالج پلیس، واشینگتن کشور ایالات متحده آمریکا قرار دارد و در ارتفاع ۲۲۷ متری از سطح دریا واقع شده‌است.